# Frank Zamboni
Frank Zamboni (Eureka, 16 gennaio 1901 – Paramount, 27 luglio 1988) è stato un imprenditore statunitense, di origini Italiane, noto per aver realizzato la Rolba, macchina per levigare la superficie delle piste di ghiaccio nota appunto anche con il nome "Zamboni".

## Biografia
Zamboni nacque nel 1901 a Eureka, nello Utah, figlio di immigrati italiani (padre Francesco Giuseppe di Arsio, madre Carmelina Masoero di Avigliana). I suoi genitori acquistarono una fattoria a Lava Hot Springs, nei pressi di Pocatello, nell'Idaho, dove visse fino al 1920, anno in cui si trasferì insieme alla famiglia a Los Angeles, ove suo fratello maggiore George aveva un'officina meccanica. Frank frequentò successivamente una scuola commerciale a Chicago e nel 1922 fondò una fabbrica di forniture elettriche insieme a suo fratello minore Lawrence. L'anno seguente si sposò; dal matrimonio sarebbero nati tre figli.
Nel 1927 Frank e Lawrence aggiunsero alla fabbrica un impianto per la fabbricazione del ghiaccio e iniziarono a vendere blocchi di ghiaccio; continuarono tale attività fino al 1939, fin quando, con l'avvento dei frigoriferi elettrici, decisero di utilizzare l'equipaggiamento eccedente della fabbrica per aprire una pista di ghiaccio. La pista aprì nel 1940 e divenne subito molto popolare, anche perché Frank aveva ideato un nuovo modo per eliminare le increspature causate dalle tubature necessarie a mantenere la pista ghiacciata, invenzione per cui ottenne un brevetto nel 1946.
Nel 1949 Zamboni inventò una macchina, manovrabile da una sola persona, in grado di levigare una pista in 10 minuti (contro i 90 minuti precedenti, in cui era richiesto il lavoro di cinque persone). Richiese il brevetto lo stesso anno e fondò la società Frank J. Zamboni & Co. per costruire e distribuire la macchina. Ottenne il brevetto quattro anni dopo, nel 1953, e la macchina ebbe un tale successo che la società aprì un secondo impianto a Brantford nell'Ontario e un ufficio sussidiario in Svizzera. Il nome Zamboni divenne addirittura sinonimo di Rolba e viene tuttora usato come suo sinonimo.
Negli anni settanta Zamboni inventò anche delle macchine per rimuovere l'acqua da prati artificiali all'aperto, rimuovere strisce di vernice e sollevare e posare erba artificiale in stadi chiusi. La sua ultima invenzione, nel 1983, fu una macchina per rimuovere automaticamente gli accumuli di ghiaccio dai bordi delle piste.
Morì di cancro ai polmoni nel 1988, due mesi dopo la morte della moglie. Nel 2006 Zamboni fu inserito nella World Figure Skating Hall of Fame. Nel 2009 fu inserito nella United States Hockey Hall of Fame.